# Ancistroceroides venustus
Ancistroceroides venustus är en stekelart som först beskrevs av Brethes 1905.  Ancistroceroides venustus ingår i släktet Ancistroceroides och familjen Eumenidae. Inga underarter finns listade i Catalogue of Life.